# بوشرا کورو
بوشرا کورو (انگلیسی: Büşra Kuru؛ زادهٔ ۲۴ اکتبر ۲۰۰۱) بازیکن فوتبال اهل ترکیه است.
وی همچنین در تیم‌های ملی فوتبال Turkey women's national under-17 football team, Turkey women's national under-19 football team، و زنان ترکیه بازی کرده‌است.